# Ersu Shaba
Ersu Shaba (también llamado escritura pictográfica Shaba, en el idioma ersu: [ndzārāmá]) es el sistema de escritura utilizado por el pueblo ersu para escribir los textos religiosos propios de su religión indígena. Se trata de una escritura pictográfica; el investigador del pueblo e idioma ersu y del mismo sistema ersu shaba, Sun Hongkai, sitúa esta escritura en posición intermedia entre los sistemas no escritos que utilizan dibujos y los sistemas logográficos.

## Historia
No hay acuerdo sobre la fecha de origen de la escritura, no hay ningunas fuentes escritas históricas al respecto. Ni siquiera los ersu se ponen de acuerdo, diciendo unos que no tiene más de diez generaciones de edad, otros que lleva existiendo ya varias decenas de generaciones, y hay quienes dicen que se remonta a los tiempos del emperador Zhuge Liang.

## Descripción
El sistema en su mayoría es pictográfico. Se ha identificado unos 200 glíficos, la mayoría de ellos representan objetos concretos. Para escribir frases o dar un contexto específico se les junta en diagramas. No es posible expresar todas las ideas existentes en el idioma ersu, ya que la escritura es muy limitada y usada únicamente para fines rituales.
Para escribir ersu shaba se utiliza un pincel de bambú o de pelaje animal y tintas de color blanco, negro, rojo, azul, verde o amarillo. El color elegido puede alterar el significado, lo que es un rasgo propio para este sistema de escritura; algo parecido ocurre en la escritura pictográfica naxi. Por ejemplo, el símbolo ‹estrellas y luna› escrito en negro significa ‘oscuro’, mientras que escrito en blanco significa ‘brillante’, ‘claro’.
La escritura se utiliza en los textos rituales, almanaques astrológicos, el conocimiento de la misma es reservado para los sacerdotes del pueblo ersu.

## Muestra

### Muestra de glíficos
| 1 hkɛ́nuá bolsa                | 2 htuakʰú llama    | 3 tɕipá tablón        | 4 ntʃʰopa bandeja de comida | 5 dzí puente                           |
| 6 váʴtʂʰá fantasma de esclavo | 7 jawa instrumento | 8 ʐu jaula de demonio | 9 ŋuaʴ vacuno               | 10 vútsʰuá hacha                       |
| 11 sátípunba jarra decorada   | 12 htótʂʰɛ́ trípode | 13 ʐ̩́katsá encrucijada | 14 tsuajá camilla           | 15 pʰɛnɡú jarra                        |
| 16 ə́ʴbɛ almeja blanca         | 17 pś̩má rana       | 18 ɲómá Sol           | 19 ɬápʰɛ́ Luna               | 20 ndamáʴ flecha                       |
| 21 nkʰuájí anzuelo            | 22 tʂ̩́ estrella     | 23 bapʰu escudo       | 24 npʰópá instrumento       | 25 sípútʰɛhkɛ́ árbol roto por el viento |
| 26 sípś̩ hoja de roble         | 27 tsá jarra       | 28 ʐoḿ̩dź̩ fantasma     | 29 tsʰintʃʰá daga ritual    | 30 jiʐ̩́nuapu constelación               |

### Muestra de diagrama

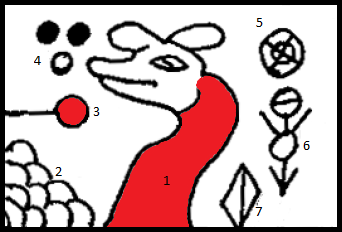
Diagrama en ersu shaba con orden de leer los símbolos.

#### Lectura
El noveno día del primer mes lunar, el día del perro, será un día del fuego. Por la mañana habrá niebla debajo de la tierra. Antes del amanecer aparecerán las nubes en el cielo. Después aparecerán la daga ritual tsʰintʃʰá y el instrumento ritual npʰópá. Esto significa que la mañana será una buena mañana. Después del mediodía morirán dos estrellas, solo una de las tres seguirá brillando, y el sol estará en una posición anormal. Uno puede suponer que que hay una deidad debajo de la tierra; será mejor no mover la tierra ese día.
Sun

#### Explicación
Se empieza por la imagen central, se sigue según el movimiento de las agujas del reloj.
1. Hay una cabeza del perro en el centro de la imagen, que significa ‘día del perro’. El cuerpo del perro es de color rojo, lo que significa que el día será también de fuego. La combinación significa el noveno día del primer mes lunar.
2. Abajo a la izquierda está el símbolo de la niebla, implicando que por la mañana aparecerá la misma (si el símbolo de la niebla apareciera a la derecha, significaría su aparición por la tarde).
3. Arriba de esto está el símbolo n.º 27 de la anterior tabla: una jarra tsá utilizada para almacenar el alcohol. Eso significa que el día será bueno para beber, lo que en general se puede interpretar, que el día en sí será bueno.
4. Arriba a la izquierda hay tres estrellas (símbolo n.º 22), dos negras y una blanca. El negro significa ‘oscuro’ y el blanco ‘claro’ o ‘brillante’ (interpretación desconocida).
5. Arriba a la derecha está el símbolo del sol (n.º 18) encadenado, lo que se puede interpretar que estará oculto [por las nubes], implicando un mal tiempo.
6. La presencia del instrumento religioso npʰópá y
7. de la daga ritual tsʰintʃʰá, los cuales pueden vencer a las fuerzas negativas, puede implicar que las dos fuerzas (la positiva y la negativa) estarán en equilibrio.[1]